# Reinaldo del Prette Lissot
Reinaldo del Prette Lissot (Valencia, Carabobo, 17 de febrero de 1952-Valencia, Carabobo, 21 de noviembre de 2022) fue un obispo venezolano.

## Biografía
Nació en la localidad venezolana de Valencia, estado de Carabobo, en 1952. Sus padres fueron Jesús Gaspar del Prette y Mercedes Lissot del Prette. Tras completar la educaión primaria en el Colegio La Salle (Valencia), y la secundaria en el Seminario Menor Nuestra Señora del Socorro y Seminario Menor Interdiocesano Santa Rosa de Lima de Caracas; obtuvo el título de bachiller en Humanidades en 1968.
Inició su formación universitaria licenciandose sucesivamente en Filosofía en la Universidad Católica Andrés Bello (UCAB) (Caracas, 1968-1972); Teología en el Seminario Interdiocesano Santa Rosa de Lima (Caracas, 1972-1976); y Derecho Canónico en la Pontificia Universidad Gregoriana (Roma, 1982), donde  completó dicha formación obteniendo una diplomatura en Derecho matrimonial  canónico en 1983.

### Sacerdocio
Tras su ordenación sacerdotal, el 14 de agosto de 1976 de manos de monseñor Luis Eduardo Henríquez Jiménez, pasó a formar parte del clero de la Arquidiócesis de Valencia. En dicha arquidiócesis ocupó sucesivamente los cargos de: rector del Seminario Menor de Valencia; capellán de las Hermanas Franciscanas; capellán militar; provicario general y posteriormente vicario general de la Arquidiócesis de Valencia; vicario judicial; ecónomo-administrador; director de la Pastoral Social; párroco de Nuestra Señora de Begoña (Naguanagua); y director de la Fundación “Regnum” para la construcción de nuevas iglesias, capillas y casas parroquiales.

## Episcopado

### Obispo Auxiliar de Valencia
El 24 de diciembre de 1993, el Papa Juan Pablo II lo nombró Obispo titular de Altava y Obispo auxiliar de la Arquidiócesis de Valencia en Venezuela.
Su ordenación episcopal, tuvo lugar el 5 de febrero de 1994. 
- Consagrante principal:
  - Mons. Jorge Urosa Savino, arzobispo de Valencia.
- Concelebrantes asistentes:
  - Mons. Alfredo Rodríguez Figueroa, arzobispo de Cumaná.
  - Mons. Nelson Martínez Rust, obispo de la  diócesis de San Felipe.[2]

### Obispo en Maracay
Asumió el cargo de obispo coadjutor de la Diócesis de Maracay, el 7 de junio de 1997. Pasando el 5 de febrero de 2003, a ser obispo titular de la misma Diócesis.

### Arzobispo de Valencia
El papa Benedicto XVI, le nombró sucesivamente: administrador apostólico de la Arquidiócesis de Valencia (10 de octubre de 2005); y arzobispo de Valencia (10 de abril de 2007). Su toma de posesión tuvo lugar en la Basílica Catedral de Valencia (16 de junio de 2007), recibiendo el palio arzobispal en la Basílica de san Pedro del Vaticano (29 de junio de 2007).

### Administrador apostólico de San Carlos
Fue nombrado administrador apostólico de la Diócesis de Puerto Cabello, donde permaneció año y medio (13 de marzo de 2010 al 1 de julio de 2011).

## Fallecimiento
En mayo de 2022, se contagió de covid, y su salud quedó resentida desde entonces. Falleció el 21 de noviembre del mismo año, a la edad de 70 años, a causa de un cáncer de pulmón, que se le complicó con un derrame pleural.
Sus restos descansan en la Catedral Basílica de Nuestra Señora del Socorro en la capilla de la Virgen del Socorro de Valencia

## Condecoraciones
- Doctorado honoris causa por la Universidad de Carabobo (27 de septiembre de 2007).[5]

## Sucesión
| Predecesor: Adam Dyczkowski                | Obispo titular de Altava 1993 - 1997    | Sucesor: Emile Jean Marie Henri Joseph Destombes |
| Predecesor: Nelson Martínez Rust           | Obispo auxiliar de Valencia 1993 - 1997 | Sucesor: José Sótero Valero Ruz                  |
| Predecesor:                                | Obispo Coadjutor de Maracay 1997 - 2003 | Sucesor:                                         |
| Predecesor: José Vicente Henriquez Andueza | IV Obispo de Maracay 2003 - 2007        | Sucesor: Rafael Ramón Conde Alfonzo              |
| Predecesor: Jorge Liberato Urosa Savino    | III Arzobispo de Valencia 2007 - 2022   | Sucesor: Mons. Jesús González de Zárate          |